# Торренс, Роберт

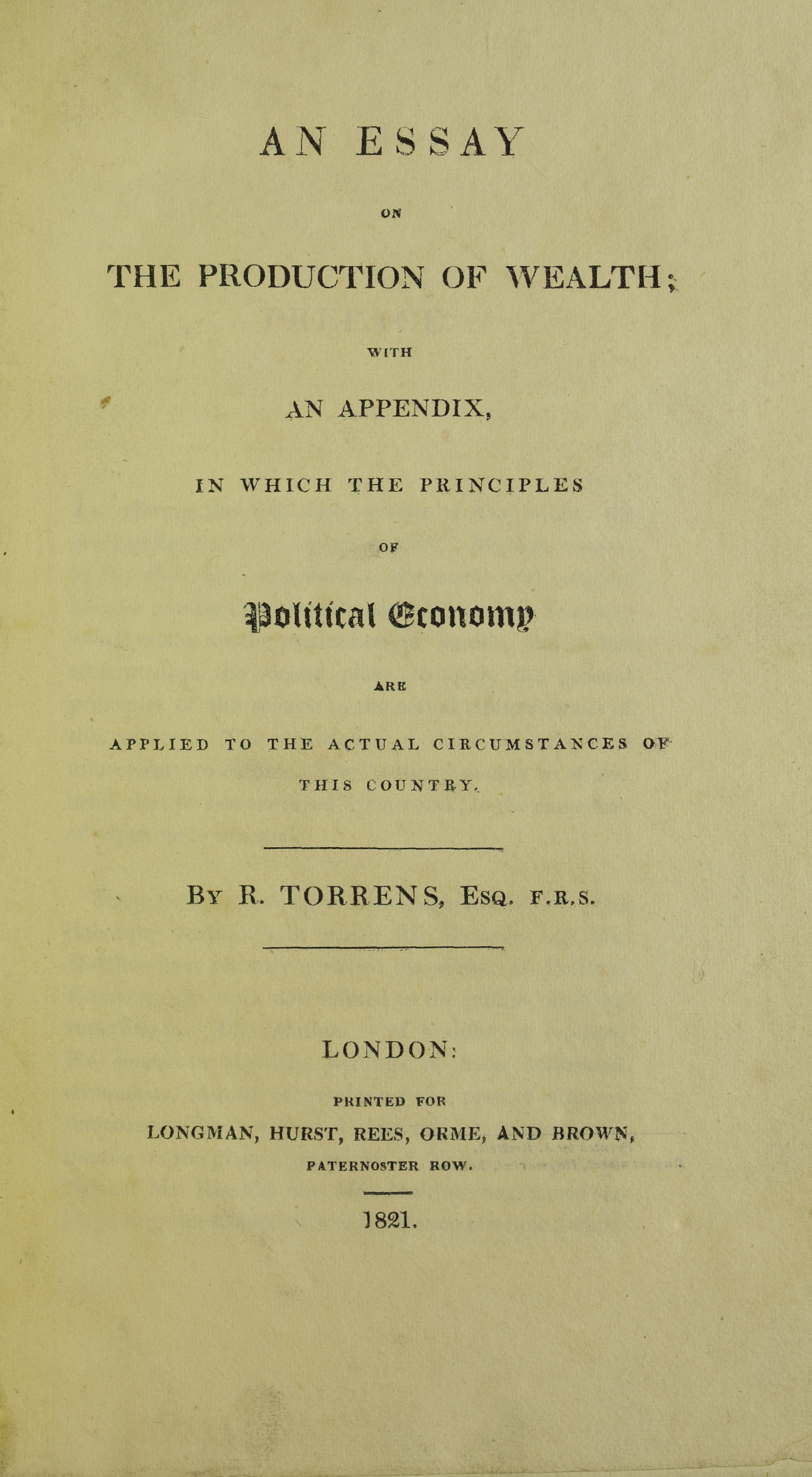
Essay on the production of wealth, 1821

Роберт Торренс (англ. Robert Torrens; 1780, Лондондерри, Ирландия — 27 мая 1864, Лондон) — британский армейский офицер и экономист.

## Биография
Роберт Торренс родился в 1780 году.
1 февраля 1796 года поступил на службу в Королевскую морскую пехоту Великобритании в звании второго лейтенанта морских сил, с 1837 года в звании полковник. Особенно отличился при защите острова Анхольт в 1811 году против превосходящих численностью датчан, затем служил на полуострове, где был назначен полковник испанского легиона, в 1834 году вышел в отставку. В 1826—1827 годах избирался членом парламента от Ипсвича, в 1831—1832 годах членом парламента Ашбертона, а в 1832—1835 годах был избран членом парламента от Болтона.
Был совладельцем и редактором газеты «Глобус», пропагандистом программ колонизации Австралии. В свободное от военной службы время успешно занимался экономической наукой.
С декабря 1818 года член Лондонского королевского общества.

## Семья
Его сын Роберт Ричард Торренс разработал и реализовал на практике в Южной Австралии прогрессивную реестровую систему регистрации недвижимости и сделок с ней. Система со временем распространилась по всему миру и получила название система титулов Торренса.

## Основной вклад в науку
В своем «Очерке о внешней торговле зерном» 1815 года открыл закон убывающей отдачи и независимо от Давида Рикардо разработал теорию сравнительных преимуществ.
В книге «Бюджет» 1841 года предложил понятие условия торговли, а также сделал известную оговорку, что свободная торговля не является оптимальной для каждого индивида и каждой страны: отдельная страна может изменить условия торговли в свою пользу посредством пошлин на импорт, и если некоторые страны применяют пошлины, национальное или мировое благосостояние не может увеличиваться в результате односторонней, а не взаимной отмены пошлин.
Придерживался количественной теории денег, являлся одним из теоретиков «денежной школы». В 1844 году в вышедшей статье «Принципы практического использования закона сэра Роберта Пиля 1844 года» Торренс написал обоснование Банковского акта 1844 года, разделившего эмиссионный и банковский департаменты Банка Англии.